# Dorcadion holzschuhi
Dorcadion holzschuhi är en skalbaggsart som beskrevs av Stefan von Breuning 1974. Dorcadion holzschuhi ingår i släktet Dorcadion och familjen långhorningar. Inga underarter finns listade i Catalogue of Life.